# Bævresvamp-ordenen
Bævresvamp-ordenen (Tremellales) er en lille orden, som rummer én familie og én slægt. Det er geléagtige svampe med cellerne opdelt af tværvægge.
Judasøre-ordenen er nu udskilt af denne orden. Den omfatter de fleste af de tidligere bævresvampe, og som er rådsvampe (modsat bævresvampene).
| Svampe | Spire Denne artikel om svampe er en spire som bør udbygges. Du er velkommen til at hjælpe Wikipedia ved at udvide den. |